# Basuto stimpsoni
Basuto stimpsoni is een vlokreeftensoort uit de familie van de Phoxocephalidae. De wetenschappelijke naam van de soort is voor het eerst geldig gepubliceerd in 1908 door Stebbing.